# Colonization
Colonization är ett datorspel av Sid Meier och Microprose från 1994.
Spelet handlar om den europeiska kolonisationen av Amerika och börjar 1492 och slutar 1850, då de flesta av dagens stater i Amerika blivit självständiga. Ursprungligen släpptes spelet för MS-DOS men kom senare i versioner för Amiga, Macintosh och Windows.

## Spelet
Spelaren får välja en av tidens fyra europeiska stormakter: England, Frankrike, Nederländerna och Spanien. Varje land har sina fördelar som återspeglar historiska realiteter. Fransmännen är bra på att samarbeta med indianerna, spanjorerna är bra på att hitta indianernas skatter, engelsmännen har lätt att få dit nybyggare och holländarna är goda handelsmän.
Spelaren kan använda sina nybyggare för att grunda kolonier, städer, på olika platser. De olika naturresurser som finns runt varje stad avgör hur framgångsrik staden kan bli.
Spelaren måste sedan använda de olika nybyggarna så att deras färdigheter används så optimalt som möjligt. De flesta nybyggarna har särskilda yrken som till exempel snickare, smed, pionjär, soldat mm. och med rätt man på rätt plats kan kolonin producera varor som kan säljas till hemlandet.
En nybyggare med en särskild färdighet kallas också specialist och kan utföra mer arbete än en nybyggare som inte är specialist. Till exempel kan en smed smida järn bättre och snabbare än vad en vanlig nybyggare utan denna färdighet kan. Nybyggare utan särskilda färdigheter är till exempel fångar som kommer från hemlandet. Indianer som konverterar och flyttar in i en näraliggande stad utgör en egen kategori då de är något bättre på odling, men inte lika bra som odlingsspecialister.
Genom skepp kan varor fraktas till och från hemlandet. Varje spelare har ett skepp till att börja med men kan själv bygga nya eller köpa från hemlandet. När ett skepp kommer till hemlandet kan spelaren sälja sina produkter och få betalt i pengar. Om man säljer för mycket av en vara kommer dock priserna att sjunka och det lönar sig att diversifiera sina olika städer.
Kungen kommer så småningom att vela höja den skatt spelaren betalar på sina inkomster och vägrar man kommer en viss vara att bojkottas i hemlandet.
Det är också nödvändigt att bygga upp sina militära styrkor och sköta diplomatin gentemot indianerna och andra europeiska makter i Amerika. Att skaffa soldater är dyrt men kan vara nödvändigt för att försvara sig.
Till skillnad från Civilization sker ingen teknologisk utveckling under spelets gång men istället kan spelaren rekrytera s.k. grundlagsfäder. Dessa är grundade på verkliga personer som till exempel George Washington, Thomas Jefferson, Pocahontas, Peter Stuyvesant, William Penn och ger spelaren vissa fördelar.
Målet är att spelarens kolonier ska uppnå självständighet. För det krävs att:
- de egna nybyggarna i stor utsträckning stödjer självständigheten
- att spelaren klarar det militära anfall från hemlandet som kommer när självständighet proklameras

Spelet är slut när spelaren framgångsrikt har försvarat sin självständighet eller om spelet har kommit fram till år 1800 utan att spelaren har utropat självständighet.

## FreeCol

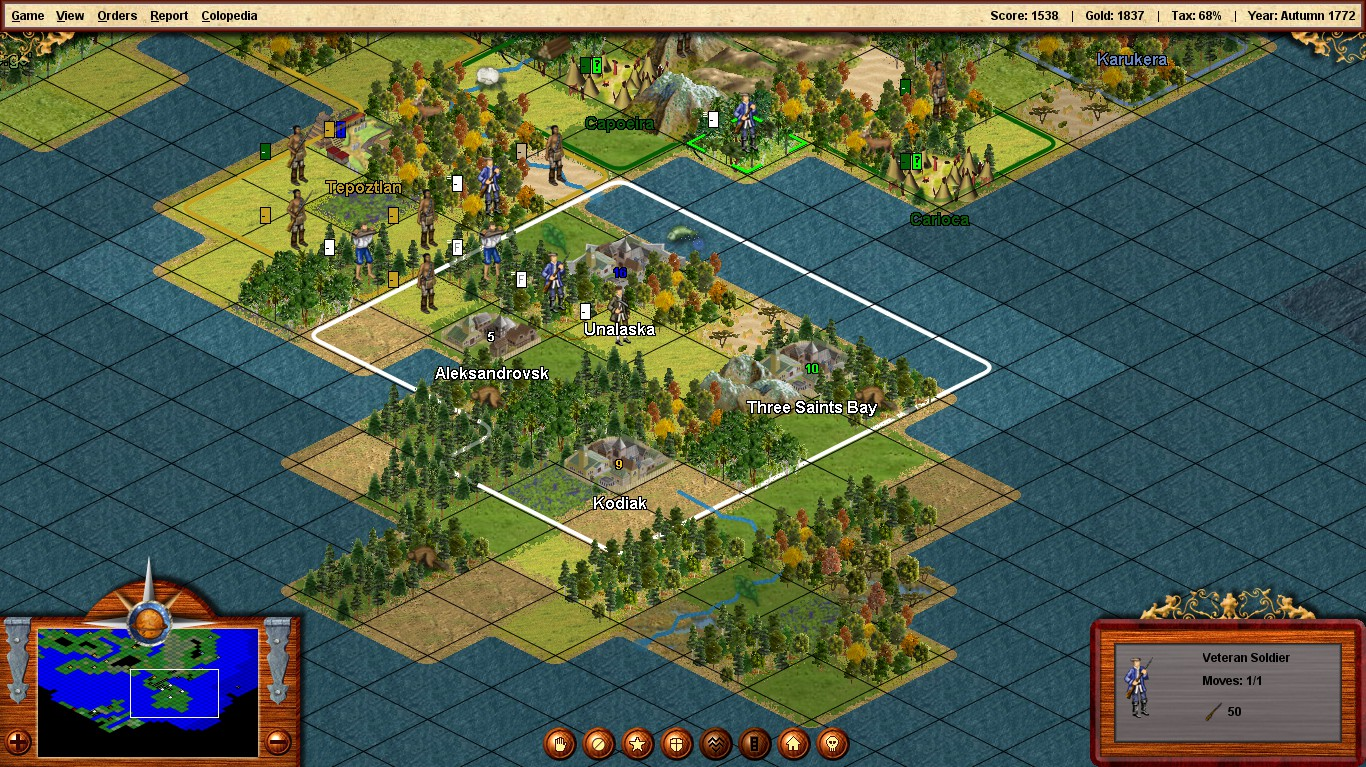
FreeCol.

FreeCol är en open source-variant kodad i java. Projektet påbörjades 2002.